# Filip Wąchała
Filip Wąchała (ur. 17 stycznia 1998) – polski bokser, srebrny medalista mistrzostw Polski, brązowy medalista Mistrzostw Unii Europejskiej oraz Akademickich Mistrzostw Świata z 2018 roku. Studiował na Akademii Wychowania Fizycznego i Sportu im. Jędrzeja Śniadeckiego w Gdańsku. 8 czerwca 2024 zadebiutował na zawodowym ringu na gali Homanit Rocky Boxing Night wygrywając przez techniczny nokaut w trzeciej rundzie.

## Kariera
W 2019 roku wystąpił na mistrzostwach świata w Jekaterynburgu w kategorii do 69 kg. Po zwycięstwie z Koreańczykiem Lim Hyun-chul przegrał w 1/8 finału z Dominikańczykiem Rohanem Polanco i odpadł z dalszej rywalizacji.

## Wyniki
Wyniki igrzysk olimpijskich, mistrzostw świata, igrzysk europejskich i mistrzostw Europy.
| Rok  | Zawody             | Miejscowość   | Kategoria | Runda    | Przeciwnik    | Wynik     |
| ---- | ------------------ | ------------- | --------- | -------- | ------------- | --------- |
| 2019 | Mistrzostwa świata | Jekaterynburg | 69 kg     | 1. runda | Wolny los     | Wolny los |
| 2019 | Mistrzostwa świata | Jekaterynburg | 69 kg     | 2. runda | Lim Hyun-chul | W 5:0     |
| 2019 | Mistrzostwa świata | Jekaterynburg | 69 kg     | 3. runda | Rohan Polanco | P 0:5     |